# Herz-Jesu-Kapelle (Berlin-Pankow)

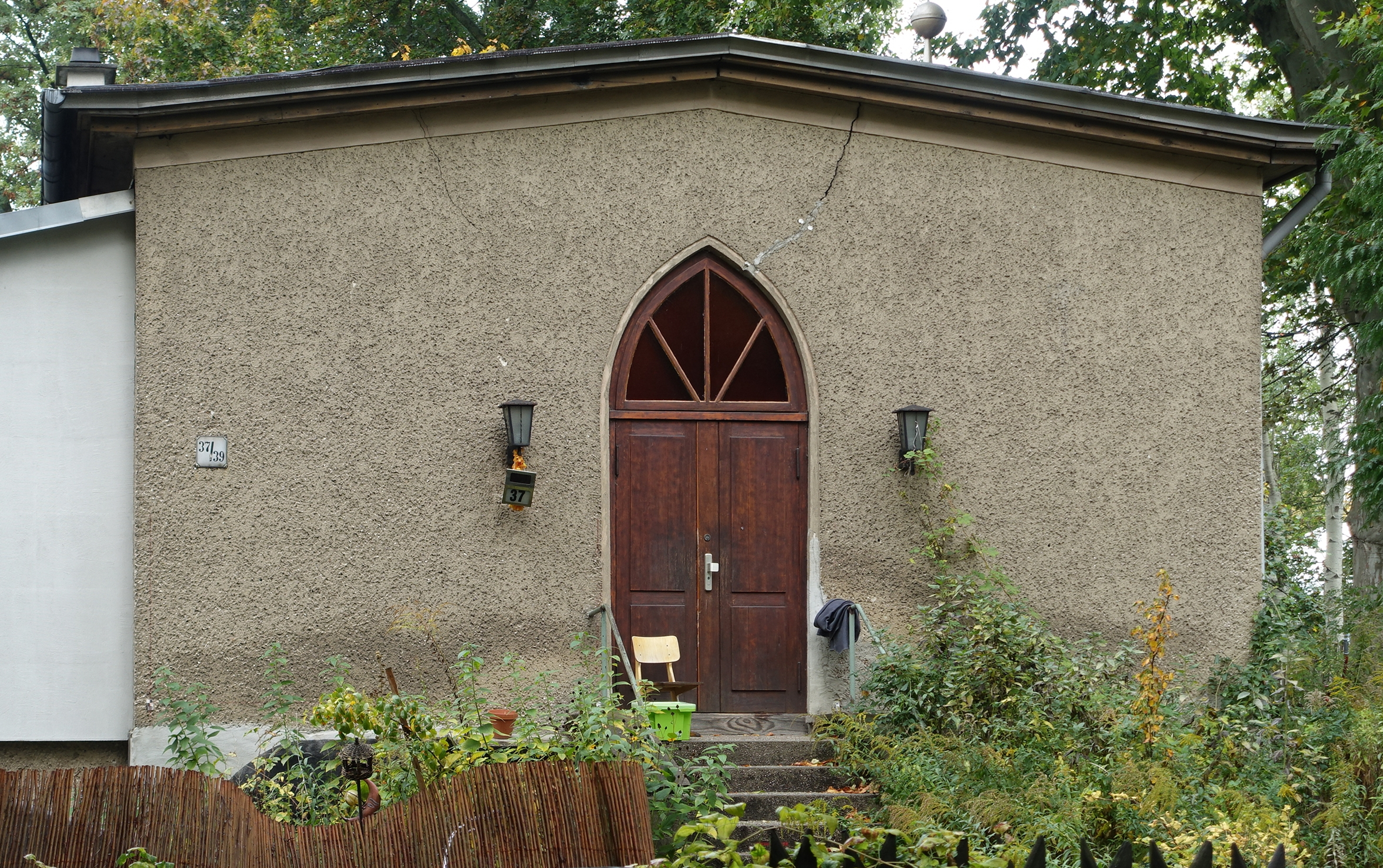
Säkularisierte Herz-Jesu-Kapelle

Die säkularisierte Herz-Jesu-Kapelle in der Parkstraße 37 und 39 in Berlin-Pankow wurde um 1790 als Gartenhaus errichtet. Nachdem es die römisch-katholische Kirche erworben hatte, wurde es zur Kapelle umgebaut. Nach 1990 stand das Gebäude leer. Ein Abriss konnte verhindert werden. Heute dient es wieder zu Wohnzwecken.

## Geschichte
1896 erwarb der Pfarrer der Muttergemeinde St. Marien in Reinickendorf das Grundstück mit Gartenhaus und ließ es zur Kapelle umbauen, deren Konsekration 1897 erfolgte. Sie wurde dem Heiligen Georg geweiht. Erst später erhielt sie den Namen Herz-Jesu-Kapelle. Die Gemeinde zählte bereits 1000 Seelen. Der St. Georg-Verein bat den Fürstbischof Georg von Kopp von Breslau um einen eigenen Geistlichen für Pankow, der 1901 sein Amt antrat.
Die Kapelle steht seit 1990 leer. Sie sollte einem Neubau weichen. Das Schicksal des Kirchleins in der Parkstraße hatte Künstler und Anwohner unter Führung des Malers und Grafikers Manfred Butzmann in einer Bürgerinitiative zusammengebracht, um die Herz-Jesu-Kapelle zu retten. Die Aktion hatte so viel Wind gemacht, dass Bezirk und Kirche vom Abrissgedanken Abstand nahmen. Das Gebäude wurde unter Denkmalschutz gestellt. Am 3. Dezember 2004 wurde die Herz-Jesu-Kapelle zur Wohnnutzung verkauft.

## Baubeschreibung
Ausgangspunkt war ein nahe der Panke gelegener Eiskeller, der mit einem barocken Pavillon überbaut war. Der Gebäudekomplex war Teil des Parks von Schloss Schönhausen. Er stand auf einem kleinen Hügel, den letzten Resten des slawischen Burgwalls Pankow. Dieser Gebäudekomplex wurde Anfang des 19. Jahrhunderts zu einem Landhaus erweitert. Diese bauliche Veränderung war der Laune der damaligen königlichen Witwe Elisabeth Christine zu verdanken. Nachdem es zu einer neugotischen Kapelle umgebaut wurde, erhielt es noch einige Nebenräume.